# Association Sportive de Saint-Étienne Loire (femminile)
L'Association Sportive de Saint-Étienne Loire (abbreviato spesso in ASSE o Saint-Étienne), è una squadra di calcio femminile professionistico francese, sezione femminile dell'omonimo club con sede a Saint-Étienne, capoluogo del dipartimento della Loira nella regione del Rodano-Alpi.
Fondata originariamente nel 1977 come Racing Club de Saint-Étienne, mantenne tale denominazione fino al 2009, anno in cui venne assorbita dal club maschile. Le Stéphanoises raggiunsero per la prima volta il livello di vertice del campionato nazionale nel 1980 dove rimasero due stagioni prima di essere retrocesse, prima al secondo livello e poi nei campionati regionali, la Ligue de Rhône-Alpes. Per tornare a giocare in un campionato nazionale, la Division 3, devono attendere il 2004 e nel giro di poco tempo riescono a fare il doppio salto di categoria accedendo alla Division 1 Féminine dalla stagione 2007-08. Assorbita dall'Association Sportive de Saint-Étienne Loire nel 2009, la squadra riesce a conquistare il suo primo titolo a livello nazionale, l'allora Challenge de France (l'attuale Coppa di Francia), al termine della stagione 2010-2011.
La squadra, guidata dal tecnico Jerôme Bonnet dall'estate 2017, milita in Première Ligue, la massima serie del campionato francese.

## Palmarès
- Campionato francese di seconda divisione: 1

2022-2023
- Coppa di Francia: 1

2010-2011

## Organico

### Rosa 2024-2025
Rosa, ruoli e numeri di maglia come da sito ufficiale, integrati dal sito footofeminin.fr, aggiornati al 28 aprile 2025.
| N. |                    | Ruolo | Calciatrice           |
| -- | ------------------ | ----- | --------------------- |
| 1  | Canada (bandiera)  | P     | Emma Templier         |
| 2  | Camerun (bandiera) | D     | Easther Mayi Kith     |
| 3  | Francia (bandiera) | D     | Chloé Tapia           |
| 6  | Francia (bandiera) | D     | Lisa Martinez         |
| 7  | Francia (bandiera) | A     | Adèle Connesson       |
| 8  | Canada (bandiera)  | A     | Alexandria Lamontagne |
| 9  | Francia (bandiera) | A     | Sarah Cambot          |
| 10 | Francia (bandiera) | C     | Solène Champagnac     |
| 11 | Canada (bandiera)  | C     | Sarah Stratigakis     |
| 12 | Haiti (bandiera)   | C     | Amandine Pierre-Louis |
| 13 | Francia (bandiera) | C     | Faustine Bataillard   |
| 14 | Francia (bandiera) | D     | Fiona Bogi            |
| 15 | Francia (bandiera) | D     | Marine Perea          |

| N. |                    | Ruolo | Calciatrice       |
| -- | ------------------ | ----- | ----------------- |
| 16 | Francia (bandiera) | P     | Maryne Gignoux    |
| 18 | Francia (bandiera) | A     | Cindy Caputo      |
| 19 | Francia (bandiera) | A     | Nadjma Ali Nadjim |
| 20 | Francia (bandiera) | D     | Taeryne Job       |
| 21 | Francia (bandiera) | C     | Marie Dehri       |
| 23 | Algeria (bandiera) | D     | Morgane Belkhiter |
| 25 | Francia (bandiera) | D     | Inès Masson       |
| 29 | Francia (bandiera) | D     | Marion Romanelli  |
| 30 | Francia (bandiera) | P     | Alexane Géry      |
| 33 | Francia (bandiera) | D     | Maéva Maniouloux  |
| 34 | Francia (bandiera) | C     | Maud Ferrière     |
| 34 | Francia (bandiera) | A     | Djenna-Léna Tene  |
| 35 | Francia (bandiera) | D     | Thaïs Aznar       |